# Друга Ріка
«Друга Ріка» — український рок-гурт, створений на початку 1996 року в Житомирі. Грають у стилі попрок з елементами нью-вейв, постпанк, бритпоп та інді-рок. На початку кар'єри гурт неодноразово брав участь у головному українському фестивалі «Таврійські ігри». Пісні гурту тричі ставали «Піснею року» на однойменному телефестивалі. 
Починаючи з першого альбому, склад гурту майже не змінювався, за винятком приходу до складу клавішника та бек-вокаліста — Сергія «Шури» Гери у 2003 році та виходу зі складу колективу бас-гітариста Віктора Скуратовського у 2014-му, якого замінив Андрій Лавриненко. Лідером гурту є Валерій Харчишин.

## Історія

### Створення гурту та перший альбом «Я є» (1995—2000)

#### Житомирський період
Початком створення «Другої Ріки» заведено вважати 1996 рік, але перші репетиції гурту, який тоді ще мав першу назву Second River, почалися у 1995-му.
Віктор Скуратовський, Олександр Барановський та Валерій Харчишин були ініціаторами й активними завсідниками таких співочих зустрічей — тому їх і можна вважати справжніми засновниками гурту Second River — назва, якого спала на думку В. Скуратовському. Восени 1996-го року на репетиції гурту було запрошено барабанника Олексія Дорошенко, котрий, своєю чергою, 1998-го року запросив гітариста Сергія Біліченка, що замінив гітариста Тараса Мельничука. Перші репетиції Second River проходили в приміщенні Житомирського педагогічного інституту, де й відбувся перший виступ. Тодішній репертуар гурту був англомовним.
Пізніше в інтерв'ю 2005 року, Валерій Харчишин згадуватиме про ті давні часи так:
|  | ...Перший склад був із трьох людей. Потім з'являлись різні люди, яких я би не вважав основним складом — вони приходили на одну-дві репетиції. В нас була біда з барабанщиком — у Житомирі знайти нормального просто нереально: один барабанщик грає у 15 командах! Ми його переманювали як могли — і чаркою, і анекдотами, і преміями. Були якісь наркомани, які приходили на репетицію і казали: «Зачем репетировать! Нужно лабать! Репетиции не нужны!». Що ж там лабати, якщо ми тоді не вміли грати взагалі. А потім так сталось, що Скуріку довелося взяти в руки бас-гітару — наш тодішній бас-гітарист поїхав в Ізраїль. Потім замість одного гітариста прийшов новий, бо такій молодій групі був потрібен гітарист — хоча б один, який вміє грати... |

1998 року, під час підготовки до фестивалю «Червона рута—1999», назву було змінено на «Друга Ріка».

#### Переїзд до Києва та запис альбому
1998 року гурт переїхав до Києва, де за підтримки свого тодішнього першого продюсера Володимира Колодюка та директорки Юлії Колодюк, почав робити перші кроки на столичній сцені. У той час хлопці жили в орендованій квартирі на Позняках. У 2000 році в ефірі передачі «Живий звук» вони розповіли ведучому Тарасові Чубаю вони про свій розпорядок дня: відбій — о другій ночі, сон — до чотирнадцятої години, далі — потім збори на репетицію, яка починалася з вісімнадцятої — і тривала до пізнього вечора. І так — п'ять днів на тиждень.
Значною подією для гурту стало знайомство із гуртом Скрябін у тодішньому складі — Кузьма-Шура (Гера)-Рой, яких хлопці вважали не тільки «нормальними пацанами», а й музичними однодумцями — адже обидва гурти надихалися Новою хвилею 80-х, зокрема Depeche Mode та The Cure. З їх допомогою, протягом 1999—2000 років було записано дебютний альбом «Я є». Пісні з нього «Впусти мене» (1999) та «Там, де ти» (2000) отримали відеопідтримку та швидко стали популярними.
Великим досягненням для гурту стала перемога на фестивалі «Майбутнє України» в 1999 році, де гурт посів перше місце серед більш ніж 100 претендентів.
Презентація альбому відбулася 9 жовтня 2000 року у київському клубі BuddyGuy, а 16 жовтня відбувся реліз самого дебютника на лейблі Nova Records. Тоді-ж, у жовтні, гурт стали відкриттям фестивалю «PROSTO ROCK».

### Альбом «Два» (2001—2003)

#### Нові сингли та зміна директора гурту
У квітні 2001 року гурт видав свій новий сингл «Оксана», котрий дуже швидко став популярним на радіо і музичних телеканалах (зокрема, на щойно створеному M1). Згодом гурт почав працювати над новим альбомом, а за місяць після цього, колектив став номінантом у категорії «Відкриття Року» найпрестижнішої української премії «Золота Жар-Птиця».
Після довгої студійної роботи над новим матеріалом, на початку 2002 року у ротацію потрапила й друга нова пісня гурту — «Математика», а згодом влітку й реміксована версія на неї — «Funky remix».
Наприкінці літа 2002 року, після трьох років сумісної роботи, з гуртом закінчила співробітнитство директор — Юлія Колодюк. Основною причиною стало бажання Юлії займатися власною акторською кар'єрою. Новим директором колективу став Володимир Лучкін. Тоді-ж, 14 вересня — день рідного для музикантів міста Житомир, на Соборній площі, вперше відбувся виступ гурту з акустичною програмою.

#### Контракт з Lavina music, прихід Гери та вихід альбому
У березні 2003 року гурт підписав контракт з провідним українським лейблом «Lavina music». В цей же час до гурту приєднався екс-Скрябіновець — клавішник Сергій (Шура) Гера, який на той момент вже допоміг записати для альбому хлопців декілька пісень. У квітні того-ж року, музиканти презентували третій сингл «Вже не сам» а на початку травня полиці музичних крамниць побачили другий студійний альбом «Два». Його презентація припала на виступ колективу на «Таврійських іграх».
Влітку 2003 року гурт Друга Ріка було обрано для розігріву київського концерту вокаліста Depeche Mode — Дейва Ґаана.
Восени, 12 вересня, музиканти дали живий концерт у рамках серії телепередач «tvій формат» на телеканалі M1, де представили матеріал з нового альбому.
Виступ на російсько-українському фестивалі «Рупор» в 2003 році було названо критиками одним із найкращих за всю історію фестивалю, завдяки чому пісні гурту потрапили до російського ефіру.

### Альбом «Рекорди», перша збірка хітів «ДенНіч» та Dazzle Dreams (2004—2007)

#### Третій студійний альбом та збірка хітів
Протягом 2004 року гурт працював над третім студійним альбомом. На початку 2005 року колектив випускає перший сингл з майбутнього альбому «Так мало тут тебе». Композиція дуже швидко стає популярною та 32 тижні протрималася в українських хіт-парадах. Одночасно з початком ротації пісні на телеканалах, 26 квітня 2005 року, компанія Lavina Music видає третій альбом ДР «Рекорди», котрий став «золотим». На підтримку альбому вийшло ще чотири сингли, які також стали візитівками групи (на сьогоднішній день немає жодного виступу чи концерту колективу, на якому не виконувалася-б якась з цих пісень). Також, саме з альбому «Рекорди», Друга Ріка почала самостійно знімати свої музичні кліпи. Ще однією знаковою подією стало співробітнитство гурту із джазовим вокальним секстетом Jazzex, з яким було записано напівакапельні версії синглів «Відчиняй» та «Три хвилини» (пізніше, у 2007 році дані версії вийшли на студійному альбомі сикстету).
З метою підсумувати свої результати, у грудні 2006 року, до творчого 10-річчя гурту було видано перший альбом-збіку кращих хітів колективу «Денніч». За місяць до виходу альбому, колектив презентував однойменний сингл, котрий швидко став популярним на музичних телеканалах та радіостанціях. Режисером став Віктор Скуратовський.

#### Сайд-проєкт Шури з Дмитром Ципердюком
У 2006 році, надихнувшись творчістю гуртів Морра та Ла-Манш, з якими свого часу співробітничав саунд-продюсер Дмитро Ципердюк (співпрацював із Оленою Вінницькою, Наталією Могилевською та Асією Ахат), Гера з Ципердюком та Грегом Ігнатовичем заснували ссинті-поп колектив Dazzle Dreams. Музиканти випустили чотири студійні альбоми у період з 2007 до 2012 року, а у жовтні 2007 року, вони відіграли на одній сцені з британцями The Chemical Brothers.

### Альбом «Мода», дует з гуртом Токіо та друга збірка хітівThe BEST(2007—2009)

#### Альбом «Мода» та перешкоди роботи над платівкою
Навесні 2007-го гурт почав роботу в студії над новим альбомом. Але робота просувалася складно — музиканти змушені були перенести реліз на осінь. Ситуація ускладнилася ще тим, що Валерій Харчишин потрапив у ДТП, що на довгий час прикувала його до ліжка. Єдине, що встигли ДР напередодні аварії та виходу нового альбому, — це запустити у простір сингл «Кінець Світу», що одразу, вперше в історії гурту, потрапив на першу сходинку національного радіочарту. Але не дивлячись на складнощі, гурт продовжував працювати у той час, коли вокаліст одужував. Перший живий виступ після одужання фронтмена колективу відбувся 7 лютого 2008 року на Майдані Незалежності, а наприкінці березня, до ротації потрапив новий сингл «Фурія».
У травні того-ж року, ДР повернулися з новим альбомом «Мода», тексти якого зазнали змін, викликаних лікарняним станом вокаліста. Туди увійшли деякі треки, які відлежувалися близько 5-ти років у скрині гітариста Олександра Барановського, але після ДТП, набули нового змісту — наче були спеціально для цього створені.
|                                 | Основна частина матеріалу була записана вже після ДТП. Хоча більшість треків були готові ще до цього, проте одні з них ще не мали слів, а другі мали тільки приспіви. Тому більшість текстів були написані вже після аварії. Така пісня, як наприклад Пропоную Мир залишилася з тим самим приспівом який був. Композиція Мікрофони - так само з тим самим приспівом. А решта текстового матеріалу була задумана вже, коли я був прикутий до ліжка. Кожне слово тоді влітало в мобільний телефон, тому що дуже важко було записувати від руки. В мене одна рука була в гіпсі, а інша погано працювала, то я одним великим пальцем правої руки набирав деякі тексти в мобільнику. Я не кажу, що всю лірику написав у лікарні. Це не так, але якісь тези, якісь уривки, філософські висновки, хоча я цього не люблю, вони були записані там. А з того всього вже виходили завершені композиції. Можливо, тому деякі тексти, коли читаєш сьогодні , не слухаючи музику, якісь розірвані, вони наче не мають загальної концепції, наче вирвані десь з іншого світу. Врешті, музика збирає їх докупи. Кожен музичний аудіо-трек складає всі ці слова як пазли і мозаїку і виходить чудова пісня. Я вважаю, що цей альбом найкращий за всю історію групи Друга Ріка. |
| — Валерій Харчишин, лідер гурту | |

На наступну пісню «Пропоную Мир» було змонтоване концертне відео, на якому було відтворено справжній драйв живих виступів і те, що відбувається на концертах ДР — те, що неможливо передати жодним сюжетом і те, для чого ДР вийшла на сцену.
В 2009 році світ побачив останній сингл «Дотик» з альбому «Мода». Відеокліп на пісню знімали в Нью-Йорці та Києві. Довга робота над треком компенсувалася тим, що пісня не залишає ефіри протягом багатьох років.

#### Дует з гуртом Токіо та друга збірка хітівThe BEST1999—2009
Восени 2008-го Друга Ріка та Токіо сколихнули дещо байдужий та інертний стан суспільства, підірвавши його і звернувши увагу людей на найважливіше своїм спільним доробком «Догоним! Доженемо!», який став початком проєкту «Rock'n'roll Saves the World», який задумали, створюючи спільні композиції з рок-командами інших країн. Було долучено до спільної роботи над кліпом на пісню прихильників обох колективів, які стали учасниками своєрідного флеш-мобу (знімання відбувалося на Площі Льва Толстого у Києві). Трохи пізніше, у 2009 році музиканти видали чергову збірку хітів THE BEST 1999—2009, куди увійшов 21 трек за 10 років творчої діяльності гурту з моменту релізу першого синглу у 1999 році.

### АльбомMetanoia. Part 1та дует зMor ve Ötesi(2010—2012)

#### Перешкоди роботи над альбомом
Весною 2010 на московській студії StarRecords проходить запис треку «Hello My Friend», та демо на «Ти зі мною (Я здаюсь!)», який у жовтні вийшов синглом та отримав відеопідтримку у вигляді кліпу, режисером якого став відомий український кліпмейкер та учасник гурту «Друга Ріка» Віктор Скуратовський. Знімання кліпу вели у Ботанічному саду НАН України.
Всеукраїнська прем'єра наступного синглу «Незнайомка», відбулась 30 квітня 2011 та впевнено стала справжнім хітом сезону. Знімання кліпу відбувалося у США, в Каліфорнії. Після повернення гурту в Україну у пресі з'явилась інформація про те, що композиція стане прощальною роботою колективу:
|                        | Незнайомка - це дійсно такий прощальний кліп і так склалося, що пісня підійшла до цього, і відеоряд склався таким чином, що пісня Незнайомка і відеокліп на пісню Незнайомка – це, реально, прощальна робота...Коли ми будемо готові офіційно заявити про те, що група “Друга ріка” розпалася, то ми це обов'язково зробимо. |
| — Віктор Скуратовський | |

У той-же час Валерій Харчишин прокоментував новину так:
|  | Ми недавно просто збиралися всією групою, причому на вулиці. Але у нас виник там невеликий конфлікт, і воно все навалилося на купу, тобто, там є як мінімум п’ять складових, п’ять проблем. Але ми не хочемо виносити те сміття на публіку, я думаю, краще ми зробимо офіційну заяву пізніше. Я думаю, через тиждень-два воно буде. |

Але згодом музиканти залагодили конфліктні питання та Друга Ріка продовжила працювати над новим студійним альбомом. У травні 2012 року вийшов сингл «Все мине (Пробач)», який зі слів багатьох прихильників та самих музикантів розповідає про ті події, що призвели до кризи всередині гурту.

#### Участь у акціях та вихід альбому
У вересні 2011 гурт організувала масштабний концерт з турецьким рок-гуртом Mor ve Ötesi, в рамках продовження проєкту «Rock'n'Roll saves the world», та презентувала спільний трек «Світ на різних берегах (Her şey yolunda)». Ця композиція увійшла згодом у новий студійний альбом та вийшла у вигляді синглу.
У грудні 2011 музиканти ДР з'являються в провокаційному вигляді на обкладинці чоловічого журналу XXL. Гурт ніколи не знімався в подібних фотосесіях, а журнал вперше за свою 10-річну історію помістив на обкладинку чоловіче «ню». Через рік гурт отримує премію від журналу за найкращу рок-н-рольну обкладинку.
У червні 2012 року, після двох років роботи, Друга Ріка нарешті видала п'ятий студійний альбом Metanoia. Part 1 та започаткувала власний благодійний марафон «Я буду жити» — соціальна акція в боротьбі з лімфомою. В рамках акції було проведено великий благодійний концерт, в якому беруть участь Океан Ельзи, Бумбокс, Скай та багато інших рок-гуртів. Гурт сприяв зйомкам відеоролику «Я БУДУ ЖИТИ», мета якого — допомогти виявити хворобу на ранній стадії.

### АльбомSupernation, вихід Скуратовського зі складу гурту та співпраця з НАОНІ (2013—2015)

#### Початок роботи та дует із Вірою Брєжнєвою
Навесні 2013 року ДР розпочала роботу над другою частиною альбому Metanoia — та у червні випустила новий іронічний сингл «Назавжди (НаНаМаНа)». Поки трек заповнював радіо, теле та інтернет-простори, колектив записав другу пісню, спільно з російською співачкою — Вірою Брежнєвою, яка отримала назву «Скажи». Ця робота являє собою ліричну пісню з соціальним підтекстом. На композицію було також знято кліп, в якому автори прагнули привернути увагу суспільства до людей з вадами слуху. Режисером обох кліпів на пісні виступив Віктор Скуратовський. В жовтні 2013 Друга Ріка взяла участь у запису YouTube Music Awards у Москві, де і представила ці пісні публіці.

#### Вихід Скуратовського зі складу гурту та зміна концепції платівки
На початку листопада того-ж року, ДР виступила у прямому ефірі програми X-Фактор, де представила чотири пісні, серед яких був й виданий влітку сингл. Робота над новим альбомом продовжувалася, але у лютому 2014 року, після вісімнадцяти років роботи у гурті, колектив покинув бас-гітарист — Віктор Скуратовський. Основною причиною такого вчинку було названо бажання Віктора зосередитися на кліпмейкерстві.
Запланована раніше ідея дилогії альбомів Metanoia була перероблена та разом із новим сесійним бас-гітаристом — Андрієм Лавриненко, котрий був давнім добрим другом гурту, музиканти взялися допрацьовувати матеріал. Свіжі композиції з майбутнього альбому, відпрацьовані на репетиціях у новому складі, було представлено 13 червня 2014 року, під час виступу у Carribean Club у Києві. Ними стали «Засинай», «Хто я тобі», «Stop» та «Я чую». Остання стала першим синглом, що випустили у новому складі. На цей раз посаду режисера зайняв Влад Радзіховський, який до цього вже працював з багатьма українськими виконавцями. Також він відзняв ще два кліпи для колективу — «Париж (Дай мені вогню)» та «Засинай», які вийшли у 2015 році.
На початку листопада 2014 року, музиканти презентували на своєму офіційному каналі YouTube документальний фільм про новий альбом, який отримав назву «Supernation». У ньому хлопці не тільки розказували про роботу над альбомом та запис нових пісень, а й зіграли наживо сім з них. Також у фільмі двічі пролунав сингл «Я чую», який вийшов за місяць до фільму. Сам альбом побачив світ 6 грудня 2014 року. Презентація платівки відбулася у клубі Stereoplaza, що у Києві в день виходу альбому. Після цього колектив вирушив у всеукраїнське турне на її підтримку.

#### Робота з НАОНІ
У травні 2015 гурт давав концерти в Національній опері в супроводі Національного академічного оркестру народних інструментів. 100 000 гривень із зібраних коштів музиканти пожертвували на лікування потерпілих у зоні АТО в рамках програми «Біотех-реабілітація поранених» волонтерської групи «Народний проєкт».

### Акустичні сети та альбом «Піраміда» (2016-2020)

#### 20-річчя гурту та акустичні сети
На 2016 рік припала ювілейна дата для ДР — 20-річчя творчої діяльності. З метою підкреслити досягнення, гурт відправився у всеукраїнський тур, який розпочався 3 лютого у Луцьку, а закінчився 26 березня у Львові. Ще два виступи поза Україною припали на 17 травня у Варшаві (Польща) та 1 липня у Еленвіллі (США, штат Нью-Йорк) в рамках фестивалю «Надія Є».
Також, початок 2016 року став стартом для акустичних виступів. Першим став виступ колективу 3 лютого у київському штабі Вконтакте, котрий транслювався онлайн у Росії, Білорусь та Казахстані. У глядачів була змога не тільки дивитися виступ, а й ставити питання музикантам. Далі, 25 травня Друга Ріка представила ще раз акустичну програму, але вже у рамках серії програм M2 Live на телеканалі M2. Це стало другою участю музикантів у такому проєкті після 2003 року, коли вони відіграли повністю електричний сет у програмі «TViй Формат» із матеріалом альбому «Два» на M1. Третім акустичним виступом для гурту став концерт з НАОНІ у Freedom Hall, який відбувся 30 вересня. На цьому виступі гурт також виконав і пісні з майбутнього альбому.

#### Робота над альбомом, його вихід та промоушн
Протягом року колектив працював над створенням нового альбому. Першою ластівкою з нього стала пісня «Монстр», котра вийшла напередодні нового 2017 року та швидко потрапила до ротації радіостанцій. За місяць світ побачило і відео на сингл. Другим синглом стала композиція «Ангел», яка вийшла наприкінці березня того ж року. Ці пісні на момент виходу вже активно виконувалася Другою Рікою на концертах. Третім синглом стала пісня «Ти є я», яка стала останнім релізом перед виходом нового альбому.
У грудні стало відомо назву нової платівки — «Піраміда», а її реліз відбувся 20 грудня. У роботі над платівкою музикантам, як і раніше, допомагав Віталій Телезін, а відповідальним за реліз став лейбл Lavina Music. У перший тиждень релізу, платівка посіла перше місце на ресурсі Google Play.
Презентація нового матеріалу відбулася 31 грудня у Лондоні. На підтримку нової платівки гурт планує відправитись в концертний тур Україною, який почався 14 лютого Львові, а закінчиться у Києві влітку 2018 року. Інформація про всеукраїнський тур ДР з'явилася на офіційному сайті гурту 16 січня 2018 року, згідно якої, колектив дав концерти у 25 містах України.

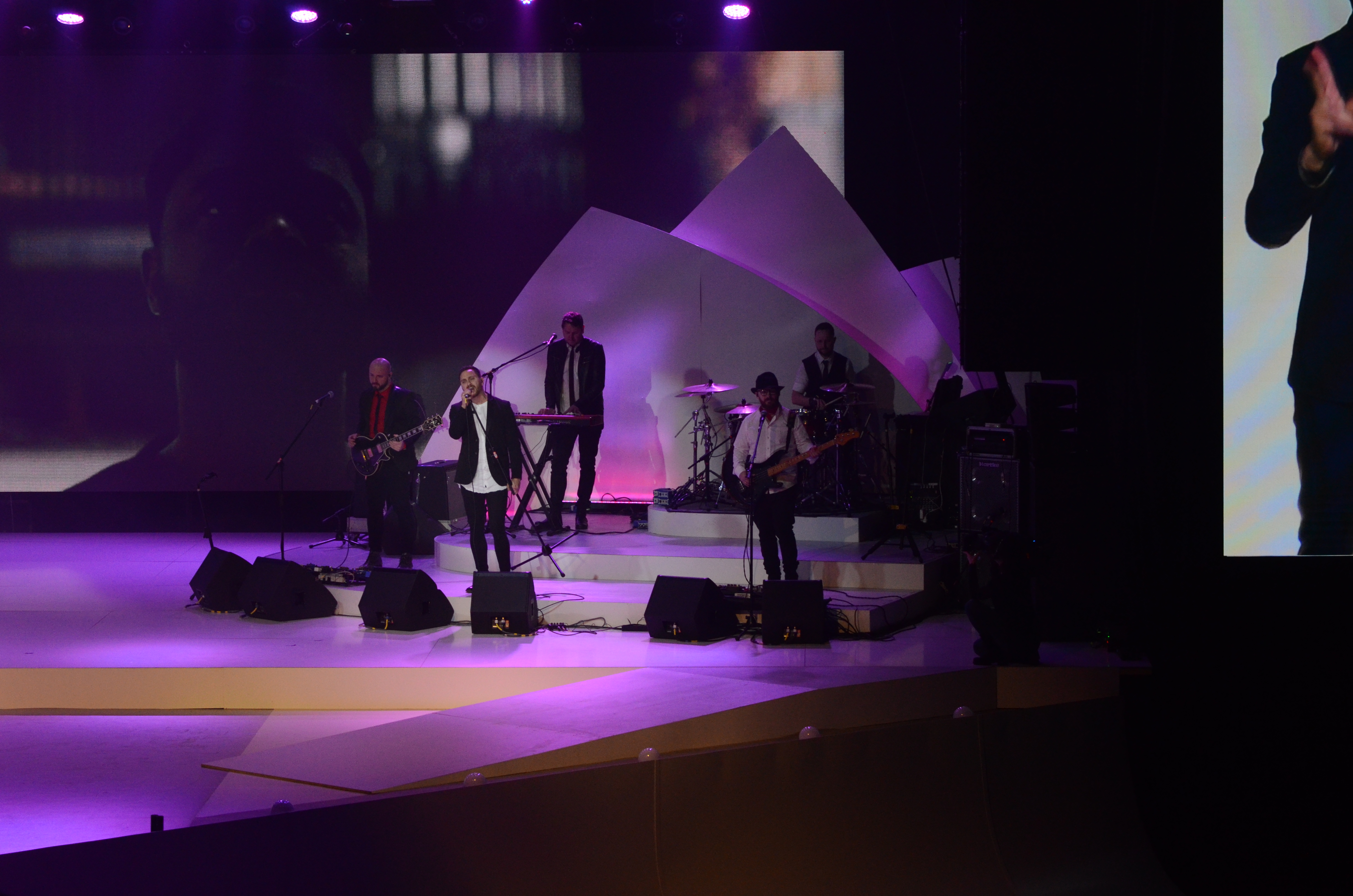
Друга Ріка виступають на церемонії проводів національної паралімпійської збірної команди України на XII зимові Паралімпійські ігри.

Тим часом, на початку січня 2018 року у ротацію потрапив трек «Секрет», допрем'єрний показ відео на який відбулася 24 квітня у рамках квартирника з Дашою Коломієць від Megogo, а 25 квітня робота стала доступною і на офіційному YouTube-каналі. Відео на пісню «Доки я не пішов» з'явилося 8 лютого на офіційному каналі колективу, котра стала саундтреком до фільму «Легенда Карпат», де Валерій Харчишин зіграв головну роль.
На початку квітня колектив взяв участь у проєкті «Сильна доля» від Першого Національного телеканалу, в рамках якого було відзнято живий виступ, де цілком було зіграно альбом наживо. Прем'єра та онлайн-трансляція виступу в інтернеті відбулася 8 червня через офіційний аккаунт каналу на YouTube.
Досить довгий час музиканти тримали у таємниці деталі з приводу концерту у Києві на підтримку альбому «Піраміда», але наприкінці квітня нарешті стала відомою дата — 14 червня 2018 року у Зеленому Театрі.
Наприкінці осені, 9 листопада, на офіційній сторінці гурту у соцмережах відбувся анонс виходу шостого відео колективу на пісню «Дощ/Хай вмиє нас», проте в ротацію до деяких радіостанцій композиція потрапила ще значно раніше. Режисером кліпу став екс-учасник колективу — Віктор Скуратовський. Ця співпраця стала першою з моменту виходу Віктора зі складу гурту у 2014 році. Прем'єра самого відео відбулася 30 листопада.
У другій половині січня 2019 року на офіційних спільнотах гурту у соцмережах з'явилася новина про те, що музиканти готують великий концерт, який відбудеться 8 березня у київському Палаці Спорту. Для колективу цей виступ на цьому майданчику є другим у кар'єрі (перший був у 2003 році, коли вони виступали на розігріві у Дейва Гаана). Також стало відомо, що пісня «Оооо/Брудний і милий» стане саундтреком до українського фільму «Зустріч однокласників», де Валерій Харчишин зіграв одну з головних ролей.
Наприкінці зими стало відомо, що у другій половині травня Друга Ріка відправиться у міні-тур по США та Канаді такими містами, як Філадельфія, Нью-Йорк, Клівленд, Чикаго, Міннеаполіс та Торонто.
По закінченню туру по США на офіційних сторінках у соцмережах колективу з'явилася новина про те, що композиція «Сьомий день» стала гімном великого мультимедійного проєкту «Я, Ніна», мета якого — змінити ставлення суспільства до онкохворих та хворих на рак до самих себе. У рамках цього проєкту буде видано книгу, засновану на реальних подіях життя відомої телеведучої Яніни Соколової, знято повнометражний художній фільм «Я, Ніна» за участю Валерія Харчишина та кліп на цю пісню.. Відеокліп на пісню було презентовано 10 вересня.
На початку листопада 2019 року колектив відвідав з концертом Прагу, а 14 числа — представив сольну аустичну програму у київському Жовтневому Палаці.
Кінець 2019 року для гурту було ознаменовано святковим виступом на честь відкриття новорічної ялинки на Софіїйській площі у Києві 19 грудня.
Після проведення трьох концертів у лютому 2020 року у Запоріжжі, Львові та Києві, група вирішила відсвяткували 15-річчя з моменту виходу третього студійного альбому «Рекорди» великим концертом у клубі ATLAS у Києві 7 березня.
3 травня група взяла участь у програмі марафон «Ти не один», організованій телеканалом 1+1, як благодійна акція для медиків, які борються з пандемією COVID-19.
9 липня група завантажила на свій обліковий запис YouTube акустичний концерт, записаний разом з НАОНІ, де вони виконали альбом «Піраміда» та деякі класичні пісні. Згодом запис став доступним і в аудіоформаті під назвою «інша ріка».
Піснею «оооо/Брудний і Милий» гурт долучився до акції «Так працює пам'ять», присвяченої пам'яті Данила Дідіка і всім, хто віддав життя за незалежність України.

### Поновлення концертної діяльності та допомога під часросійського вторгнення в Україну(2021— дотепер)
Концертна діяльність на хвилі спаду пандемії COVID-19 для колективу відновилася у лютому, коли вони 11 та 12 числа дали два концерти у київському Caribbean Club. Виступивши на відкритті Atlas Weekend 2021 5 та 6 липня, група з'явилася на фестивалі Faine Misto 30 липня. Напередодні виступу на FESTrepublik, 9 серпня, музиканти зробили заяву на своїй офіційній сторінці в Instagram, що під час данного виступу, який відбудеться 14 серпня колектив вперше зіграє нову пісню з майбутнього альбому.
Трохи згодом — 9 вересня, на офіційному каналі гурту в Instagram група анонсувала реліз нового синглу з нового альбому «Остання», який має увійти до нового альбому. За декілька днів до цього відбулася радіопрем'єра треку, а 10 вересня на офіційному YouTube каналі гурту з'явилося ліріик-відео на пісню.
16 лютого група анонсувала тур Україною з акустичню програмою Інша ріка, але після кількох концертів та переносів дат його було скасовано через Російське вторгнення в Україну.
Трохи згодом, музиканти відіграли благодійний акустичний концерт «Маріуполь» у житомирському Secret Place, де представили нову пісню «Маріуполь» на слова Ростислава Домішевського.
21 квітня було анонсовано благодійний мінітур «Хто якщо не ми?» в країнах Балтії, Чехії та Польщі. Метою заходів є збір коштів на підтримку постраждалих під час бойових дій в Україні внаслідок військової агресії РФ. 27 травня було оголошено про другу частину туру, яка продовжиться трьома українськими містами (Вінниця, Тернопіль та Львів), Францією (Париж) та Польщею (Вроцлав, Гданськ, Лодзь, Варшава).
1 липня гурт «Друга Ріка» оприлюднив пісню «Чи ти почув» та кліп на неї. Вперше музиканти зіграли її на благодійному онлайн-концерті ще у квітні, присвятивши заручникам на заводі «Азовсталь» та всім постраждалим жителям Маріуполя, який став уособленням зруйнованих міст України та територій, що знаходяться під тимчасовою окупацією ворогом.

## Учасники

### Теперішній склад
- Валерій Харчишин — вокал, труба, слова (1996 — до сьогодні)
- Олександр Барановський — гітара (1996 — до сьогодні)
- Дорошенко Олексій — ударні, слова (1996 — до сьогодні)
- Біліченко Сергій — гітара (1998 — до сьогодні)
- Сергій Гера (Шура) — клавішні, бек-вокал (2003 — до сьогодні)
- Андрій Лавриненко — бас-гітара (2014 — до сьогодні)

### Колишні учасники
- Тарас Мельничук — гітара (1997—1998)
- Віктор Скуратовський — бас-гітара (1996 — 2014)

## Дискографія

### Студійні альбоми
- 2000 — Я є (перевидано у 2005 році)
- 2003 — Два
- 2005 — Рекорди
- 2008 — Мода
- 2012 — Metanoia. Part 1
- 2014 — Supernation
- 2017 — Піраміда

### Збірки
- 2006 — Денніч
- 2009 — THE BEST 1999—2009

### Концертні альбоми
- 2020 — Інша Ріка (з НАОНІ)

## Чарти
| Рік  | Пісня                                                              | Ukraine Top 40 | Top City & Country Radio Hits | Ukraine Rock Top 20 | European Official Top 100 |
| ---- | ------------------------------------------------------------------ | -------------- | ----------------------------- | ------------------- | ------------------------- |
| 1999 | «Впусти мене»                                                      | —              | —                             | —                   | —                         |
| 2000 | «Там, де ти»                                                       | —              | —                             | —                   | —                         |
| 2001 | «Оксана»                                                           | —              | —                             | —                   | —                         |
| 2002 | «Математика»                                                       | —              | —                             | —                   | —                         |
| 2003 | «Вже не сам»                                                       | —              | 614                           | —                   | —                         |
| 2003 | «Шансон»                                                           | —              | —                             | —                   | —                         |
| 2005 | «Так мало тут тебе»                                                | 19             | —                             | —                   | —                         |
| 2005 | «П'ю твоїх долонь»                                                 | —              | 623                           | —                   | —                         |
| 2007 | «Відчиняй (дует із Jazzex)»                                        | 1              | —                             | 1                   | —                         |
| 2007 | «Кінець світу»                                                     | 1              | 88                            | —                   | —                         |
| 2008 | «Фурія»                                                            | —              | 57                            | —                   | —                         |
| 2008 | «Пропоную мир»                                                     | 13             | —                             | —                   | —                         |
| 2008 | «Я полечу…»                                                        | 12             | —                             | —                   | —                         |
| 2008 | «Догоним! Доженемо! (дует із Токіо)»                               | 17             | —                             | —                   | —                         |
| 2009 | «Космоzoo»                                                         | 10             | —                             | —                   | —                         |
| 2009 | «Hey You (спільно із Lama та Dazzle Dreams)»                       | 29             | —                             | 20                  | —                         |
| 2009 | «Дотик»                                                            | —              | 45                            | —                   | —                         |
| 2010 | «Ти зі мною (Я здаюсь!)»                                           | 12             | —                             | —                   | —                         |
| 2011 | «Незнайомка»                                                       | 15             | 90                            | —                   | —                         |
| 2012 | «Пробач (Все мине)»                                                | 12             | 68                            | —                   | 100                       |
| 2012 | «Світ на різних берегах»1                                          | 18             | —                             | —                   | —                         |
| 2012 | «Світ на різних берегах (Her şey yolunda) (дует із Mor ve Ötesi)»2 | 35             | —                             | —                   | —                         |
| 2013 | «Назавжди (НаНаМаНа)»                                              | 22             | 60                            | —                   | —                         |
| 2014 | «Я чую»                                                            | 16             | —                             | —                   | —                         |
| 2015 | «Париж (Дай Мені Вогню)»                                           | 13             | 49                            | —                   | —                         |
| 2015 | «Засинай»                                                          | 6              | 99                            | —                   | 77                        |
| 2016 | «Монстр»                                                           | 16             | 21                            | —                   | —                         |
| 2017 | «Ангел»                                                            | 12             | 46                            | —                   | 54                        |
| 2017 | «Ти є я»                                                           | —              | —                             | 4                   | —                         |
| 2017 | «Секрет»                                                           | —              | 1                             | 8                   | —                         |
| 2018 | «Доки я не пішов»                                                  | —              | —                             | 10                  | —                         |
| 2018 | «Секрет «(Bakun Remix)»                                            | 2              | —                             | —                   | —                         |
| 2018 | «Дощ (Хай Вмиє Нас)»                                               | —              | 59                            | 11                  | —                         |
| 2019 | «Оооо/Брудний і милий»                                             | 11             | 76                            | 4                   | —                         |
| 2019 | «Сьомий день»                                                      | 22             | —                             | 4                   | —                         |
| 2021 | «Остання»                                                          | 28             | —                             | 7                   | —                         |

Примітки:
- 1 — україномовна версія
- 2 — україномовно-турецькомовна версія
- 3 — позиція у чарті 2015 року
- 4 — позиція у чарті 2019 року
- «—»  — означає, що пісня не потрапила до чарту, або немає даних

## Відеокліпи
| Рік  | Назва пісні                                   | Режисер(и)                           | Альбом               |
| ---- | --------------------------------------------- | ------------------------------------ | -------------------- |
| 1999 | «Впусти мене»                                 | Максим Паперник                      | «Я є»                |
| 2000 | «Впусти мене» (remix by Chief MC)             | Друга Ріка, М. Шелепов               | «Я є»                |
| 2000 | «Там, де ти»                                  | Семен Горов                          | «Я є»                |
| 2001 | «Оксана»                                      | Семен Горов                          | «Два»                |
| 2002 | «Математика»                                  | А. Толошний                          | «Два»                |
| 2003 | «Математика» (funky remix)                    | Друга Ріка, М. Шелепов               | «Два»                |
| 2003 | «Вже не сам»                                  | Р. Шома                              | «Два»                |
| 2003 | «Шансон»                                      | Ігор та Олександр Стеколенко         | «Два»                |
| 2005 | «Так мало тут тебе»                           | Друга ріка, А. Рожен                 | «Рекорди»            |
| 2005 | «П'ю з твоїх долонь»                          | Друга ріка, А. Рожен                 | «Рекорди»            |
| 2005 | «Спи до завтра»                               | Віктор Придувалов                    | «Рекорди»            |
| 2005 | «артваЗ оД ипС»                               | Віктор Придувалов                    | «Рекорди»            |
| 2006 | «Три хвилини»                                 | Віктор Скуратовський                 | «Рекорди»            |
| 2006 | «Денніч»                                      | Віктор Скуратовський                 | «Денніч»             |
| 2007 | «Відчиняй» (feat. Jazzex)                     | Віктор Скуратовський                 | Рекорди              |
| 2007 | «Кінець світу»                                | Віктор Скуратовський, О. Борщевський | «Мода»               |
| 2008 | «Фурія»                                       | Віктор Скуратовський                 | «Мода»               |
| 2008 | «Пропоную мир»                                | О. Образ                             | «Мода»               |
| 2008 | «Догоним! Доженемо!» (feat. Токио)            | Віктор Скуратовський                 | THE BEST 1999 — 2009 |
| 2009 | «Космоzoo»                                    | Віктор Скуратовський                 | «Мода»               |
| 2009 | «Дотик»                                       | Віктор Скуратовський                 | «Мода»               |
| 2011 | «Ти зі мною? Я здаюсь!»                       | Віктор Скуратовський                 | Metanoia. Part 1     |
| 2011 | «Незнайомка»                                  | Віктор Скуратовський                 | Metanoia. Part 1     |
| 2012 | «Пробач (Все мине)»                           | А. Діанова                           | Metanoia. Part 1     |
| 2012 | «Світ на різних берегах» (feat. Mor ve Ötesi) | Віктор Скуратовський                 | Metanoia. Part 1     |
| 2013 | «Назавжди (НаНаМаНа)»                         | Віктор Скуратовський                 | Supernation          |
| 2013 | «Скажи» (feat. Віра Брежнєва)                 | Віктор Скуратовський                 |                      |
| 2014 | «Я чую»                                       | Влад Разіховський                    | Supernation          |
| 2015 | «Париж (Дай мені вогню)»                      | Влад Разіховський                    | Supernation          |
| 2015 | «Засинай»                                     | Влад Разіховський                    | Supernation          |
| 2016 | «Монстр»                                      | Дмитро Маніфест, Дмитро Шмурак       | «Піраміда»           |
| 2017 | «Ангел»                                       | Гео Лерос                            | «Піраміда»           |
| 2017 | «Ти є я»                                      | Анна Бурячкова                       | «Піраміда»           |
| 2018 | «Доки я не пішов»                             | Сергій Скобун                        | «Піраміда»           |
| 2018 | «Секрет»                                      | Анна Бурячкова                       | «Піраміда»           |
| 2018 | «Дощ/Хай вмиє нас»                            | Віктор Скуратовський                 | «Піраміда»           |
| 2019 | «Оооо/Брудний і милий»                        | Валентин Шпаков                      | «Піраміда»           |
| 2021 | «Остання»                                     | Mr. Andrew Boy E.V.                  |                      |
| 2022 | «Чи ти почув»                                 | Гео Лерос                            |                      |